# Взаємодія
Взаємоді́я — широкий загальний термін, що позначає таку сумісну дію кількох об'єктів або суб'єктів (тіла, елементарної частинки, біологічної істоти, людини, спільноти), при якій результат дії одного з них впливає на інші, що змінює їхню динамічну поведінку.
- У філософії — одна з загальних форм взаємозв'язку між явищами, суть якої полягає в зворотному діянні одного предмета чи явища на інше. Взаємодія відбувається в просторі й часі й є специфічною для кожної з форм руху матерії. Світ являє собою універсальну взаємодію всіх явищ і процесів[1].

Суспільство, виробництво, економіка для успішного функціонування вимагають узгодженої взаємодії багатьох організацій, підприємств, підрозділів.
- У фізиці термін «взаємодія» має конкретніше значення. Зокрема, виділяються чотири відомі фундаментальні взаємодії. За принципом близькодії взаємодія між фізичними тілами здійснюється через посередництво полів[2].
  - Взаємний вплив тіл чи частинок, який зумовлює зміну стану їх руху. У механіці кількісно характеризується силою. Більш загальною її характеристикою є потенціальна енергія. Розрізняють чотири основних типи взаємодій, які за їх інтенсивністю можна розташувати так: гравітаційна, слабка, електромагнітна та сильна взаємодія. У хімії найчастіше зустрічаємось з проявами електромагнітної взаємодії, кількісною характеристикою якої звичайно є потенціальна енергія хімічних частинок.
- У плануванні експерименту — випадок, коли результат випробовувань виконаних при одному значенні певного параметра залежить від заданого значення іншого параметра.
- У хемометриці — вважається, що дві незалежні змінні взаємодіють між собою, коли зміна значення однієї змінює величину змінної, яка є залежною від другої змінної.
- У загальній хімії — реагування з утворенням хімічного зв'язку або більш слабких зв'язків, а також взаємовплив атомів або груп в молекулярних частинках.
  - Агостична взаємодія — той, що стосується структури, в якій атом H зв'язаний одночасно з атомами С та металу.
  - Атрактивна взаємодія — взаємодія між атомами, яка при зменшенні віддалей між їх ядрами викликає зниження енергії системи.
  - Близькодіюча внутрімолекулярна взаємодія — у хімії полімерів — стерична або інша взаємодія, котрої зазнають атоми, групи атомів або ті й інші, розташовані поруч у ланцюзі.
  - Вібронна взаємодія — взаємодія між електронними та коливальними рухами в молекулярній частинці. Див. ефект Джона — Теллера, ефект Реннера — Теллера.
  - гідрофобна взаємодія
  - далека внутрімолекулярна взаємодія
  - диполь-дипольна взаємодія
  - діабатна взаємодія
  - діастереоізомерна взаємодія
  - конфігураційна взаємодія
  - взаємодія ланцюгів
  - взаємодія ліганд-рецептор
- У військовій справі — узгоджені за місцем, метою, порядком та часом, сигналами і способами взаємного оповіщення для найбільш ефективного використання сил і засобів під час виконання поставлених завдань дії військових формувань держави і взаємодіючих правоохоронних органів[3].